# Капщизна
Капщизна — мито до державної казни, податок в XV—XVII ст. на землях Великого князівства Литовського, що стягувався за виготовлення і продаж горілчаних виробів, меду і пива з містян, селян і козаків.
Розмір капщизни визначався щорічно великим князем Литовським, збирався раз на рік, у переддень Різдва Христового, і коливався між 30 грошами і 2,5 копами (150 грошів). Так, до середини XVI століття з кожної корчми стягувалося за торгівлю медом і пивом по одній копі (60 грошів), за горілку — 30 грошів, з кожного диму по 2 пенязі.